# Amtsgericht Allenburg

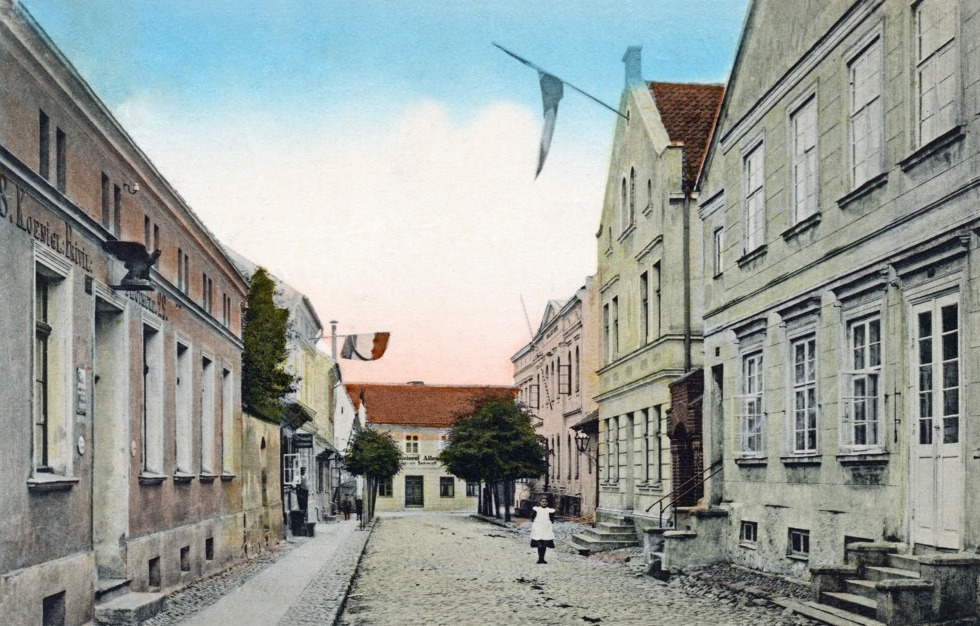
Königsstraße mit dem Königlichen Amtsgericht und der Post um 1910

Das Amtsgericht Allenburg war ein preußisches Amtsgericht mit Sitz in Allenburg, Ostpreußen.

## Geschichte
Das königlich preußische Amtsgericht Allenburg wurde mit Wirkung zum 1. Oktober 1879 als eines von acht Amtsgerichten im Bezirk des Landgerichtes Königsberg im Bezirk des Oberlandesgerichtes Königsberg gebildet. Der Sitz des Gerichtes war Allenburg. Aufgehoben wurde die Gerichtskommission Allenburg beim Kreisgericht Wehlau. Sein Gerichtsbezirk umfasste aus dem Kreis Wehlau den Stadtbezirk Allenburg und die Amtsbezirke Großallendorf, Eiserwagen, Großengelau, Friedrichsdorf, Koppershagen, Neumühl, Plauen und Trimnau. Am Gericht bestand 1888 eine Richterstelle. Das Amtsgericht war damit ein kleines Amtsgericht im Landgerichtsbezirk. In Folge der Weltwirtschaftskrise wurden 60 Amtsgerichte auf Grund von Sparverordnungen aufgehoben. Mit der Verordnung über die Aufhebung von Amtsgerichten vom 30. Juli 1932 wurde das Amtsgericht Allenburg zum 30. September 1932 aufgehoben und sein Sprengel zwischen dem Amtsgericht Wehlau (Allenburg, Eiserwagen, Ernstwalde, Groß Allendorf, Jägersdorf, Koppershagen, Kortmedien, Ragurren, Neumühl, Plauen, Schallen und Schönrade) und dem Amtsgericht Tapiau (Friedrichsdorf, Groß Engelau, Gundau, Hanswalde, Klein Engelau, Kühnbruch und Sechshuben) geteilt.